# Rhododendron 'Lee's Dark Purple'
Rhododendron 'Lee's Dark Purple' — сорт вечнозелёных рододендронов гибридного происхождения.
Зарегистрирован ICRA в 1958 году. Предполагается, что данный сорт является гибридом Rhododendron catawbiense × Rhododendron maximum, однако достоверных подтверждений этому нет. Очень сходен с 'Lee's Best Purple'.

## Биологическое описание
В Германии в возрасте 10 лет высота около 150 см, ширина около 200 см.
Крона округлая, плотная.
Листья слегка волнистые, тёмно-зелёные, блестящие.
Соцветия округлые, ширина около 120 мм, несут 9—16 цветков.
Цветки 55×70 мм, воронковидные, тёмно-фиолетовые. Внутри в верхней части пятно из зеленовато-коричневых точек. Тычинки фиолетовые. Аромат отсутствует.
В Германии цветёт в конце мая — начале июня.

## В культуре
Выращивается в Финляндии в арборетуме Мустила. По наблюдениями сотрудников арборетума освещенность сказывается на манере роста: в тени рост куста происходит интенсивнее, при этом куст не столь компактен, как бывает в полузатененных местах.
'Lee's Dark Purple' выдерживает понижения температуры до -26 °С.

## Потомки
- 'Maja', Walter Braukmann (около 1980) =('Lee's Dark Purple' ×	?)
- 'Turkana', Hans Hachmann (1964) =('Lee's Dark Purple' × 'Purple Splendour')
- 'Abe Arnott', Edwin O. Weber (1957) =(Rhododendron 'Marchioness of Lansdowne' × 'Lee's Dark Purple')
- 'Edith Bosley', P.R. Bosley (около 1935) =(? × 'Lee's Dark Purple')
- 'Gerhard Karg', Bernhard Knorr (до 1999) =('Old Port' × 'Lee's Dark Purple')